# Alland
Alland is een gemeente in de Oostenrijkse deelstaat Neder-Oostenrijk, gelegen in het district Baden. De gemeente heeft ongeveer 2400 inwoners.

## Geografie
Alland heeft een oppervlakte van 68,71 km². Het ligt in het noordoosten van het land, in de buurt van de hoofdstad Wenen.
Alland · Altenmarkt an der Triesting · Baden · Bad Vöslau · Berndorf · Blumau-Neurißhof · Ebreichsdorf · Enzesfeld-Lindabrunn · Furth an der Triesting · Günselsdorf · Heiligenkreuz · Hernstein · Hirtenberg · Klausen-Leopoldsdorf · Kottingbrunn · Leobersdorf · Mitterndorf an der Fischa · Oberwaltersdorf · Pfaffstätten · Pottendorf · Pottenstein · Reisenberg · Schönau an der Triesting · Seibersdorf · Sooß · Tattendorf · Teesdorf · Traiskirchen · Trumau · Weißenbach an der Triesting
- Gemeinsame Normdatei: 4278631-9
- Nationale Bibliotheek van Tsjechië: xx0319892
- Virtual International Authority File: 243108133
- WorldCat: E39PBJqK76MDTHygwcmJGPfrMP